# Stefan Pieper
Pour les articles homonymes, voir Pieper.
Stefan Pieper, né le 1er avril 1982 à Winterberg, est un sauteur à ski allemand.

## Biographie
Représentant du club de sa ville natale Winterberg, il remporte son premier titre aux Championnats du monde junior en 1998 dans l'épreuve par équipes.
Il fait ses débuts dans la Coupe continentale en 1999, montant sur son premier podium en 2002. Un an plus tard, il obtient son meilleur résultat dans la Coupe du monde, dont il participe depuis 2000, à Sapporo (12e).
Il se retire du sport en 2006.

## Palmarès

### Coupe du monde
- Meilleur classement général : 39e en 2003.
- Meilleur résultat individuel : 12e.

#### Classements généraux
| Compet'/Année | Compet'/Année | Classement général | Classement général |
| ------------- | ------------- | ------------------ | ------------------ |
| Compet'/Année | Compet'/Année | Class.             | Points             |
| 2003          | 2003          | 39e                | 87                 |
| 2004          | 2004          | 63e                | 13                 |
| 2005          | 2005          | 91e                | 1                  |

### Championnats du monde junior
- Médaille d'or par équipes en 1998 à Saint-Moritz.

### Championnats d'Allemagne
- Champion d'Allemagne individuel en 2003.